# Vasco Fernandes
Pour les articles homonymes, voir Fernandes.
Vasco Herculano Salgado Cunha Mango Fernandes est un footballeur portugais né le 12 novembre 1986 à Olhão. Il évolue au poste de défenseur central avec GD Chaves.

## Biographie
Vasco Fernandes a reçu 16 sélections en équipe du Portugal des moins de 21 ans.
Il a joué 16 matchs en 1re division portugaise avec le club de Leixões.

## Palmarès
Vierge